# Гирино (Ямпольский район)
Гирино (укр. Гирине) — село,
Княжичский сельский совет,
Ямпольский район,
Сумская область,
Украина.
Код КОАТУУ — 5925681503. Население по переписи 2001 года составляло 128 человек.

## Географическое положение
Село Гирино находится на берегу реки Свесса (в основном на левом берегу),
выше по течению примыкает село Княжичи,
ниже по течению примыкает село Протопоповка.
Рядом проходит железная дорога, станция Холмовка.

## Известные люди
- Дудко, Степан Иванович (1898—1943) — советский военачальник, генерал-майор (1942), участник гражданской, советско-польской и Великой Отечественной войн.